# Acamixtla
Acamixtla är en ort i Mexiko.   Den ligger i kommunen Taxco de Alarcón och delstaten Guerrero, i den sydöstra delen av landet, 110 km söder om huvudstaden Mexico City. Acamixtla ligger 1 566 meter över havet och antalet invånare är 4 866.
Terrängen runt Acamixtla är varierad. Runt Acamixtla är det ganska tätbefolkat, med 139 invånare per kvadratkilometer. Närmaste större samhälle är Taxco de Alarcón, 4,4 km väster om Acamixtla. I omgivningarna runt Acamixtla växer huvudsakligen savannskog.